# Fuerza Regia de Monterrey
O Fuerza Regia de Monterrey é um clube profissional de basquetebol situada na cidade de Monterrey, Nuevo León, México que disputa atualmente a LNBP. Manda seus jogos no Gimnasio Nuevo León Unido com capacidade de 5.000 espectadores.